# Anisozyga lithocroma
Anisozyga lithocroma är en fjärilsart som beskrevs av Lucas 1888. Anisozyga lithocroma ingår i släktet Anisozyga och familjen mätare. Inga underarter finns listade i Catalogue of Life.